# 阿維拉鎮區 (北達科他州大福克斯縣)
阿維拉鎮區（英語：Arvilla Township）是位於美國北達科他州大福克斯縣的一個鎮區。

## 地方資料
阿維拉鎮區的面積為92.84平方千米，皆為陸地。根據2020年美國人口普查的數據，當地共有人口285人，而人口密度為每平方千米3.07人。